# Eliab Harvey
Eliab Harvey (5 décembre 1758, Chigwell - 20 février 1830, Chigwell) était un amiral de la Royal Navy qui se distingua notamment durant les guerres napoléoniennes.
Il commanda le HMS Temeraire à la bataille de Trafalgar et fut membre du Parlement du Royaume-Uni. Sir Eliab Harvey a également été connu pour son style de vie extravagant.

## Enfance
Eliab Harvey est né à Chigwell dans le comté d'Essex. Son père William Harvey était un député de Essex, mais il trouva la mort quand Eliab n'avait que cinq ans, en 1763. Jusqu'en 1768, Eliab Harvey a été élevé dans la propriété familiale de Rolls Park à Chigwell. Il a ensuite été envoyé à la Westminster School pendant deux ans avant de déménager à Harrow School en 1770.
À l'âge de treize ans en 1771, Il est inscrit sur les registres de la goélette navale HMS Mary, bien qu'il n'ait pas réellement servi à bord du navire.

## Mariage
La mort prématuré de son frère aîné William Harvey, avait fourni à Eliab Harvey une fortune considérable, dont il a immédiatement commencé à dilapider dans les nuits épiques à la mode de Londres. Il avait gagné une réputation parmi cette foule pour jouer exceptionnellement des enjeux élevés ; une histoire souvent répétée concerne sa perte, de son 21e anniversaire où il perdit plus de 100 000 £. Malgré une vie tumultueuse, il épouse Lady Louisa Nugent en 1784. Louisa était la fille de Robert Nugent, 1er comte Nugent et cohéritier de sa fortune considérable, le couple a eu neuf enfants.

## Sources et bibliographie
- William James, The Naval History of Great Britain, Volumes 1-6, 1793-1827, Conway Maritime Press, 2002 (1re éd. 1827), 620 p. (ISBN 0-85177-905-0).
- Richard Morris, The Harveys of Rolls Park, Chigwell, Essex, Loughton, 2004, 50 p. (ISBN 0-9542314-9-X).
- (en) Colin White and the 1805 Club, The Trafalgar Captains : their lives and memorials, Londres, Chatham Publishing, 2004, 128 p. (ISBN 1-86176-247-X).
- John Knox Laughton, « Harvey, Sir Eliab », Oxford Dictionary of National Biography